# Азтреонам
Азтреонам — моноциклический синтетический бактерицидный бета-лактамный антибиотик, обладающий избирательным спектром действия против аэробных грамотрицательных бактерий и предназначенный для парентерального применения. Выделен из культуры Chromobacterium violaceum.

## Описание
Азтреонам относится к антибиотикам группы монобактамов, обладает узким спектром действия, активен преимущественно в отношении некоторых штаммов аэробных грамотрицательных бактерий. Препарат обладает выраженным бактерицидным действием, приводит к гибели микроорганизмов. Механизм действия азтреонама основан на его способности связываться с пенициллин-связывающим белком 3 и угнетать образование пептидогликана, который является основой клеточной стенки бактерий. Вследствие нарушения целостности и структуры клеточной оболочки происходит гибель микроорганизмов, чувствительных к действию препарата. Бактерицидные свойства азтреонама отмечаются в отношении Citrobacter spp. (в том числе Citrobacter freundii), Enterobacter spp. (в том числе Enterobacter сloacae), Escherichia coli, Klebsiella oxytoca, Klebsiella pneumoniae, Serratia species (в том числе Serratia marcescens), а также Proteus mirabilis и Pseudomonas aeruginosa. Кроме того, к его действию чувствительны штаммы Haemophilus influenzae, в том числе штаммы, продуцирующие пенициллиназы. Есть данные об эффективности применения препарата при заболеваниях, вызванных штаммами Aeromonas hydrophila, Morganella morganii, Pasteurella multocida, Proteus vulgaris, Providencia stuartii, Providencia rettgeri, Yersinia enterocolitica и Neisseria gonorrhoeae, в том числе штаммами Neisseria gonorrhoeae, которые продуцируют пенициллиназы. Препарат обладает узким спектром действия и практически не влияет на микрофлору организма и не вызывает дисбактериоз. Отмечено развитие перекрёстной устойчивости азтреонама и противомикробных средств группы аминогликозидов.

## Показания к применению
Препарат применяется для терапии пациентов, страдающих инфекционными заболеваниями, вызванными микроорганизмами, чувствительными к действию азтреонама, в частности:
- Инфекционные заболевания нижних дыхательных путей: бронхит, пневмония, абсцесс лёгких.
- Инфекционные заболевания кожи и мягких тканей: рожа, инфицированные дерматиты.
- Инфекционные заболевания почек и мочевыводящих путей: острый и хронический цистит, пиелит, пиелонефрит, простатит.
- Внутрибольничные инфекции, вызванные синегнойной палочкой.

Кроме того, препарат применяется для лечения менингита, септицемии, перитонита и других интраабдоминальных инфекций, а также в гинекологической практике при эндометрите и параметрите. Препарат может быть назначен в качестве профилактического средства при проведении оперативных вмешательств.

## Побочное действие
Со стороны нервной системы и органов чувств: головокружение, головная боль, бессонница, парестезия, судороги, диплопия, недомогание, спутанность сознания, слабость, шум в ушах, изъязвление слизистой оболочки полости рта, извращение вкуса, онемение языка, чиханье, заложенность носа, неприятный запах изо рта.
Со стороны ССС и крови (кроветворение, гемостаз): снижение АД, транзиторные изменения на ЭКГ (желудочковая бигемения и преждевременное сокращение желудочков), приливы крови, панцитопения, нейтропения, тромбоцитопения, анемия, эозинофилия, лейкоцитоз, тромбоцитоз.
Со стороны респираторной системы: свистящее дыхание, одышка, боль в грудной клетке.
Со стороны органов ЖКТ: спастические боли в животе, гепатит, желтуха; редкие случаи диареи, вызванной С. difficile, включая псевдомембранозный колит или кровотечения из ЖКТ. Возникновение симптомов псевдомембранозного колита возможно как во время, так и после лечения препаратом.
Со стороны кожных покровов: токсический эпидермальный некролиз, петехии, пурпура, многоформная эритема, эксфолиативный дерматит, крапивница, зуд, обильное потоотделение.
Аллергические реакции: анафилаксия, ангионевротический отёк, бронхоспазм.
Прочие: боль в мышцах, вагинальный кандидоз, вагинит, болезненность молочных желез, лихорадка, повышение активности АСТ, АЛТ, ЩФ, увеличение ПВ и АЧТВ, положительная проба Кумбса, гиперкреатининемия; местные реакции: при в/в введении — флебит, тромбофлебит, неприятные ощущения в месте в/м введения.